# Coup de foudre
Coup de foudre is een Franse film van Diane Kurys uit 1983 met in de hoofdrollen Miou-Miou, Isabelle Huppert en Guy Marchand.

## Verhaal
Twee jonge vrouwen, Léna en Madeleine,  verlaten in het Frankrijk van de vroege jaren 1950 hun mannen en gaan samenwonen.

## Rolverdeling
| Acteur             | Personage               |
| ------------------ | ----------------------- |
| Isabelle Huppert   | Léna Weber              |
| Miou-Miou          | Madeleine               |
| Guy Marchand       | Michel Korski           |
| Jean-Pierre Bacri  | Costa Segara            |
| Robin Renucci      | Raymond                 |
| Patrick Bauchau    | Carlier                 |
| Jacques Alric      | meneer Vernier          |
| Christine Pascal   | Sarah                   |
| François Cluzet    | de militair in de trein |
| Dominique Lavanant |                         |
| Jacqueline Doyen   | mevrouw Vernier         |

## Achtergrond
Dit was de derde langspeelfilm van Kurys en net als in Diabolo menthe en Cocktail Molotov bevat het verhaal autobiografische elementen. Werktitel van het project was Léna et Madeleine.

## Prijzen
De film was genomineerd in 1983 voor meerdere Césars: de César voor Beste film, de César voor Beste actrice voor Miou-Miou, voor Beste origineel scenario voor Diane Kurys en Alain Le Henry, en voor Beste acteur in een bijrol voor Guy Marchand. De film won de Gouden Schelp en de FIPRESCI prijs op het Internationaal filmfestival van San Sebastian van 1983. Ook werd de film genomineerd voor de Academy Award voor Beste Niet-Engelstalige film bij de 56ste Oscaruitreiking op 9 april 1984.